# Droit gambien
Le droit gambien est le droit appliqué en Gambie depuis l'indépendance du Royaume-Uni le 18 février 1965.

## Sources du droit
Les sources du droit gambien sont notamment spécifiées à l'article 7 de la Constitution.

### Constitution
L'article 4 de la Constitution, appelé « suprématie de la Constitution », dispose que

« [La] Constitution est la loi suprême de la Gambie et toute loi s'avérant contraire à l'une des dispositions de cette Constitution doit, dans la mesure de son inconstitutionnalité, être nulle »

— Article 4 de la Constitution
.
Toutefois, plusieurs lois ou directives ont été contestées au nom de cette anticonstitutionnalité. C'est le cas de la loi de septembre 2002 sur le contrôle des médias, adoptée malgré de très fortes contestations, ou encore d'une directive du 31 décembre 2015 imposant le port du voile à toutes femmes fonctionnaires, alors que la Constitution prévoit la séparation de l'Église et de l'État.

### Législation
Les actes de l'Assemblée nationale font partie des sources du droit gambien en vertu de l'article 7(a) de la Constitution.

### Règlement
Les règlements font partie des sources du droit gambien en vertu de l'article 7(b) de la Constitution.

### Actes adoptés par le Conseil exécutif provisoire des forces armées
Les lois et décrets adoptés par le Conseil exécutif provisoire des forces armées sont des sources du droit gambien en vertu de l'article 7(c) de la Constitution.

### Common law
La common law anglaise et le principe de l'équité font partie des sources du droit gambien en vertu de l'article 7(d) de la Constitution.

### Droit coutumier
Le droit coutumier fait partie des sources du droit gambien en vertu de l'article 7(e) de la Constitution. Il ne peut s'appliquer qu'au membre de la Communauté qu'il concerne

### Charia
La charia est une source du droit gambien dans la mesure où elle s'applique aux membres de la communauté qu'elle concerne et pour les seuls domaines du mariage, du divorce et des successions.

## Organisation juridictionnelle

### Juridiction de droit commun
Il s'agit des magistrates Courts, du tribunal de cadi, des tribunaux de districts et des cours créées par une loi adoptées par l'Assemblée nationale.

### Cours supérieures
Selon l'article 120(1)(a) de la Constitution, les Cours supérieures sont : la Cour suprême, la Cour d'appel, la Haute Cour et la Cour pénale spéciale.

## Sources

## Compléments